# Lineární regrese

Ilustrace lineární regrese

Lineární regrese je matematická metoda používaná pro proložení souboru bodů v grafu přímkou. O bodech reprezentujících měřená data se předpokládá, že jejich x-ové souřadnice jsou přesné, zatímco ypsilonové souřadnice mohou být zatíženy náhodnou chybou, přičemž předpokládáme, že závislost y na x lze graficky vyjádřit přímkou. Pokud měřené body proložíme přímkou, tak při odečítání z grafu bude mezi ypsilonovou hodnotou měřeného bodu a ypsilonovou hodnotou ležící na přímce odchylka. Podstatou lineární regrese je nalezení takové přímky, aby součet druhých mocnin těchto odchylek byl co nejmenší. Lineární regresi lze zobecnit i pro prokládání jinou funkcí než přímkou. Termín lineární regrese proto může označovat dvě částečně odlišné věci:
- Lineární regrese představuje aproximaci daných hodnot přímkou metodou nejmenších čtverců. Pokud tuto přímku vyjádříme rovnicí {\displaystyle y=b_{1}+b_{2}x}, jedná se o nalezení optimálních hodnot koeficientů {\displaystyle b_{1}} a {\displaystyle b_{2}}.

- V obecnějším případě může lineární regrese znamenat aproximaci daných hodnot {\displaystyle [x_{i},y_{i}]} takovou funkcí {\displaystyle y=f(x,b_{1},\ldots ,b_{k})}, kterou lze vyjádřit jako lineární kombinaci funkcí f1 až fk: {\displaystyle y=b_{1}f_{1}(x)+\ldots +b_{k}f_{k}(x)}. Koeficienty {\displaystyle b_{1},\ldots ,b_{k}} se opět určují metodou nejmenších čtverců.

Homoskedasticita (homogenita ve varianci) dat je běžným jevem. Avšak její předpoklad může vést k přecenění[zdroj⁠?!] korelačního koeficientu. V jistých případech je tedy nutné uvážit heteroskedasticitu a použít váženou regresi.

## Aproximace přímkou
Uvažujme funkční závislost: {\displaystyle f(x)=ax+b}
Součet čtverců pak bude vypadat takto:
{\displaystyle S(a,b)=\sum _{i=1}^{n}{[f(x_{i})-y_{i}]^{2}}=\sum _{i=1}^{n}{(ax_{i}+b-y_{i})^{2}}}
kde {\displaystyle [x_{i},y_{i}]} jsou souřadnice aproximovaných bodů.
Abychom našli minimum součtu (našli koeficienty {\displaystyle a}, {\displaystyle b} tak, aby nalezená závislost vhodně aproximovala daná data), položíme obě parciální derivace součtu čtverců rovny nule:
{\displaystyle 0={\partial S \over \partial a}=2\sum _{i=1}^{n}(ax_{i}+b-y_{i})x_{i}}
{\displaystyle 0={\partial S \over \partial b}=2\sum _{i=1}^{n}(ax_{i}+b-y_{i})}
Úpravami obdržíme soustavu:
{\displaystyle a\sum _{i=1}^{n}{x_{i}^{2}}+b\sum _{i=1}^{n}{x_{i}}=\sum _{i=1}^{n}x_{i}y_{i}}
{\displaystyle a\sum _{i=1}^{n}{x_{i}}+bn=\sum _{i=1}^{n}y_{i}}
Lze ukázat, že matice této soustavy je regulární pro všechna {\displaystyle n\geq 2}, a má tedy právě jedno řešení. Obecně lze také ukázat, že v tomto bodě má součet čtverců minimum.
Jejím řešením pro konkrétní hodnoty {\displaystyle x_{i}} a {\displaystyle y_{i}} dostaneme konečně hledané hodnoty parametrů {\displaystyle a} a {\displaystyle b}.
{\displaystyle a={\frac {n\sum {x_{i}y_{i}}-\sum {x_{i}}\sum {y_{i}}}{n\sum {x_{i}^{2}}-\left(\sum {x_{i}}\right)^{2}}}}
{\displaystyle b={\frac {\sum {x_{i}^{2}}\sum {y_{i}}-\sum {x_{i}}\sum {x_{i}y_{i}}}{n\sum {x_{i}^{2}}-\left(\sum {x_{i}}\right)^{2}}}}
Podobný postup lze aplikovat na jakýkoliv druh závislosti i více proměnných.
Pokud je každá hodnota zatížena jinou chybou {\displaystyle \sigma _{i}} (např. měříme několika různými přístroji), je výhodné zahrnout i toto do aproximace. Označíme-li {\displaystyle \langle x\rangle =\sum _{i=1}^{n}{\frac {x_{i}}{\sigma _{i}^{2}}}}, potom dostáváme
{\displaystyle a={\frac {\langle 1\rangle \langle xy\rangle -\langle x\rangle \langle y\rangle }{\langle 1\rangle \langle x^{2}\rangle -\langle x\rangle ^{2}}}}
{\displaystyle b={\frac {\langle y\rangle \langle x^{2}\rangle -\langle xy\rangle \langle x\rangle }{\langle 1\rangle \langle x^{2}\rangle -\langle x\rangle ^{2}}}}

### Přímka procházející počátkem
Pokud je požadováno, aby přímka procházela počátkem, hledá se aproximace {\displaystyle y=ax}. Pro konstantu {\displaystyle a} lze odvodit následující vztah:
{\displaystyle a={\frac {\sum {x_{i}y_{i}}}{\sum {x_{i}^{2}}}}}
Máme-li závislost {\displaystyle y=ax} a hodnoty jsou zatíženy chybami {\displaystyle \sigma _{i}}, pak pro odhad parametru {\displaystyle a} platí {\displaystyle a={\frac {\langle xy\rangle }{\langle x^{2}\rangle }}} (je užito označení {\displaystyle \langle x\rangle =\sum _{i=1}^{n}{\frac {x}{\sigma _{i}^{2}}}} a {\displaystyle \sigma _{i}} značí chybu (směrodatnou odchylku) {\displaystyle i}-tého měření).
Dále pro rozptyl parametru {\displaystyle a} platí {\displaystyle V[a]={\frac {1}{\langle x^{2}\rangle }}}.

### Výpočet na počítači
Matlab umožňuje použít funkci P = POLYFIT(X, Y, 1), kde poslední parametr 1 udává, že hledáme koeficienty polynomu prvního řádu.  [nedostupný zdroj]
V Excelu a Calcu (LibreOffice a OpenOffice.org) lze koeficient a zjistit funkcí SLOPE(Y; X)   a konstantu b funkcí INTERCEPT(Y; X)  . Případně lze oba koeficienty zjistit maticově zadanou funkcí {=LINEST(Y;X)}.   V českém Excelu se tato funkce nazývá LINREGRESE. 

## Obecná lineární regrese

Ilustrace hledání optimální lineární kombinace. Zelená plocha colX představuje prostor, ve kterém se nachází všechny možné lineární kombinace f(X,β)=β_{1}X_{1}+β_{2}X_{2}. Vektor y, představuje vektor hodnot, ke kterým se aproximace βX snaží přiblížit s nejmenší možnou chybou ε=y−βX, respektive druhou mocninou této chyby. Další popis viz kapitola Odvození: Kolmé vektory v článku Metoda nejmenších čtverců.

V obecnějším případě je možné danými hodnotami {\displaystyle [x_{i};y_{i}]}, {\displaystyle i=1,\ldots ,n} proložit funkci {\displaystyle y=f(x,b_{1},\ldots ,b_{k})} sestavenou jako lineární kombinaci {\displaystyle k} funkcí {\displaystyle y=b_{1}f_{1}(x)+\ldots +b_{k}f_{k}(x)}, kde {\displaystyle f_{1}(x),\ldots ,f_{k}(x)} jsou libovolné (zpravidla lineárně nezávislé) funkce. Regrese se nazývá lineární, neboť funkční předpis {\displaystyle y=f(x,b_{1},\ldots ,b_{k})} je lineární v proměnných {\displaystyle b_{1},\ldots ,b_{k}}, tedy v koeficientech, které podrobujeme regresi. Jinými slovy, úlohu lze formulovat algebraicky jako (lineární) metoda nejmenších čtverců.
Lineární regresí je tedy i výše popsané proložení bodů přímkou ({\displaystyle f_{1}(x)=x}, {\displaystyle f_{2}(x)=1}, {\displaystyle f(x)=b_{1}x+b_{2}}), ale také parabolou ({\displaystyle f_{1}(x)=x^{2}}, {\displaystyle f_{2}(x)=x}, {\displaystyle f_{3}(x)=1}, {\displaystyle f(x)=b_{1}x^{2}+b_{2}x+b_{3}}) nebo obecným polynomem. Poznamenejme, že s proložením množiny bodů parabolou, resp. obecným polynomem se můžeme v literatuře setkat pod pojmem kvadratická, resp. polynomická (či polynomiální) regrese.
Koeficienty {\displaystyle b_{1},\ldots ,b_{k}} jsou vypočteny metodou nejmenších čtverců, tedy tak, aby součet druhých mocnin odchylek modelu od daných dat, tj.
{\displaystyle S=\sum _{i=1}^{n}(y_{i}-f(x_{i},b_{1},\ldots ,b_{k}))^{2}=\sum _{i=1}^{n}(b_{1}f_{1}(x_{i})+\ldots +b_{k}f_{k}(x_{i})-y_{i})^{2},}
byl minimální.

### 1. způsob výpočtu: parciální derivace
Pro koeficienty, které minimalizují výše uvedené kritérium {\displaystyle S}, musí platit, že všechny první parciální derivace kritéria podle těchto koeficientů musí být rovny nule.
{\displaystyle {\frac {\partial S}{\partial b_{1}}}=\ldots ={\frac {\partial S}{\partial b_{k}}}=0}
Dalšími úpravami se lze dostat k soustavě lineárních rovnic:
{\displaystyle {\begin{matrix}a_{11}b_{1}&+&\ldots &+&a_{1k}b_{k}&=&a_{1}\\\vdots &&\ddots &&\vdots &=&\vdots \\a_{k1}b_{1}&+&\ldots &+&a_{kk}b_{k}&=&a_{k}\\\end{matrix}}}
Kde jednotlivé prvky {\displaystyle a_{jk}} a {\displaystyle a_{j}} znamenají:
{\displaystyle a_{jk}=\sum _{i=1}^{n}{f_{j}(x_{i})f_{k}(x_{i})}}
{\displaystyle a_{j}=\sum _{i=1}^{n}{f_{j}(x_{i})y_{i}}}
Výše uvedenou soustavu rovnic lze řešit některou z metod uvedených v článku Soustava lineárních rovnic.

### 2. způsob výpočtu: přeurčená soustava rovnic
Jiným způsobem, jak vypočítat hledané koeficienty, je sestavení přeurčené soustavy rovnic a její vyřešení, opět metodou nejmenších čtverců, ale poněkud odlišným postupem. Přeurčená soustava rovnic může vypadat následovně:
{\displaystyle \mathbf {A} \mathbf {x} =\mathbf {b} }
{\displaystyle \mathbf {A} =\left[{\begin{matrix}f_{1}(x_{1})&\ldots &f_{k}(x_{1})\\\vdots &&\vdots \\f_{1}(x_{n})&\cdots &f_{k}(x_{n})\end{matrix}}\right],\quad \mathbf {x} =\left[{\begin{matrix}b_{1}\\\vdots \\b_{k}\end{matrix}}\right],\quad \mathbf {b} =\left[{\begin{matrix}y_{1}\\\vdots \\y_{n}\end{matrix}}\right],\quad k\leq n.}
Hledané koeficienty, umístěné ve vektoru {\displaystyle \mathbf {x} }, lze, za předpokladu lineární nezávislosti sloupců matice {\displaystyle \mathbf {A} }, vyjádřit vztahem:
{\displaystyle \mathbf {x} =\left(\mathbf {A} ^{T}\mathbf {A} \right)^{-1}\mathbf {A} ^{T}\mathbf {b} }

#### Výpočet na počítači
Matlab umožňuje soustavu rovnic Ax=b řešit velmi snadno pomocí operátoru \ (zpětné lomítko), tedy x = A \ b. Ekvivalentní je funkce MLDIVIDE, tedy x = mldivide(A, b). 
V Excelu a Calcu (LibreOffice a OpenOffice.org) lze výše sestavenou přeurčenou soustavu rovnic řešit použitím maticové funkce {=LINEST(known_y's; known_x's; const)}   (v českém Excelu LINREGRESE(pole_y; pole_x; b) ), kde první parametr known_y's (česky pole_y) je svislá oblast buněk obsahující složky vektoru b a druhý parametr known_x's (česky pole_x) je oblast obsahující prvky matice A. Výsledný vektor x se nachází ve vodorovné oblasti, přičemž jeho složky jsou umístěny v buňkách v opačném pořadí, tedy bk je v buňce nejvíce vlevo a b1 je nejvíce vpravo. Třetí parametr const (česky b) musí být v tomto příkladu roven nule, správné použití tedy je: {=LINEST(b; A; 0)}.
Ovšem nejjednodušším způsobem odhadu parametrů metodou nejmenších čtverců je použití ekonometrického softwaru jako např. STATA, Gretl, Eviews nebo R, kde existují obecné příkazy pro jejich výpočet. Zároveň i tyto programy umožňují jednoduše testovat předpoklady daného modelu.

### Převod mocninné a exponenciální regrese na lineární
Na lineární problém lze transformovat i aproximaci mocninnou funkcí {\displaystyle f(x)=a\cdot x^{b}} nebo aproximaci funkcí exponenciální {\displaystyle f(x)=a\cdot b^{x}}.

#### Mocninná funkce
Problém, jak aproximovat původní data {\displaystyle [x_{i},y_{i}]} křivkou {\displaystyle y=a\cdot x^{b}} lze převést na podobný problém zlogaritmováním rovnice křivky.
{\displaystyle \ln(y)=\ln(a)+b\cdot \ln(x)},
přičemž místo {\displaystyle \ln(a)} lze psát {\displaystyle c}.
{\displaystyle \ln(y)=c+b\cdot \ln(x)}
Vznikl tak problém, jak aproximovat logaritmovaná původní data {\displaystyle [\ln(x_{i}),\ln(y_{i})]} přímkou {\displaystyle y=c+b\cdot x}, který již problémem není. Koeficient {\displaystyle a} v mocninné funkci lze z koeficientu {\displaystyle c} vypočítat jako {\displaystyle a=e^{c}}.

#### Exponenciální funkce
Problém, jak aproximovat původní data {\displaystyle [x_{i},y_{i}]} křivkou {\displaystyle y=a\cdot b^{x}} lze převést na podobný problém zlogaritmováním rovnice křivky.
{\displaystyle \ln(y)=\ln(a)+x\cdot \ln(b)},
přičemž místo konstant {\displaystyle \ln(a)} a {\displaystyle \ln(b)} lze psát {\displaystyle c} a {\displaystyle d}.
{\displaystyle \ln(y)=c+x\cdot d}
Na rozdíl od aproximace mocninnou funkcí, stačí z původních dat logaritmovat pouze hodnoty {\displaystyle y_{i}} a řešit problém, jak aproximovat data {\displaystyle [x_{i},\ln(y_{i})]} přímkou {\displaystyle y=c+d\cdot x}. Koeficienty {\displaystyle a} a {\displaystyle b} v exponenciální funkci lze z koeficientů {\displaystyle c} a {\displaystyle d} vypočítat jako {\displaystyle a=e^{c}}, {\displaystyle b=e^{d}}.